# 乔治·林奇
乔治·德威特·林奇三世（英語：George DeWitt Lynch III，1970年9月3日—）是美国NBA联盟前职业篮球运动员。他在1993年的NBA选秀中第1轮第12顺位被洛杉矶湖人选中。